# 纳贾·阿塔尔
纳贾·阿塔尔（阿拉伯語：نجاح العطار，1933年1月10日—），2006年至2024年曾担任叙利亚副总统兼阿拉伯复兴社会党—叙利亚地区副书记。此前，她曾于1976年至2000年担任叙利亚文化部部长。
她是第一位出任国家副元首的阿拉伯女性。